# نادية هوتاغالونج
نادية هوتاغالونج (بالإنجليزية: Nadya Hutagalung)‏ هي عارضة ازياء وممثلة ومقدمة برامج تلفزيونية إندونيسية أسترالية، ولدت في 28 يوليو 1974 في سيدني في أستراليا.

## وصلات خارجية
- نادية هوتاغالونج على موقع IMDb (الإنجليزية)
- نادية هوتاغالونج على موقع قاعدة بيانات الفيلم (الإنجليزية)